# Nätnyttomodellen
Nätnyttomodelen (The Network Performance Assessment Model) är en teknisk och ekonomisk modell som användes för att reglera de svenska elnättarifferna avseende åren 2003-2007 (modellen avskaffades formellt 29 januari 2009). Modellen var ur ett internationellt perspektiv en unik och teoretiskt avancerad ansatts för detta ändamål. Även om den inte används längre kan både goda och dåliga erfarenheter av denna användas när framtida regleringar tas fram. 
Elmarknaden avreglerades 1997 i Sverige, men distributionen av elektricitet utgörs av ett så kallat naturligt monopol uppdelat geografiskt mellan olika elnätsbolag. Att någon form av reglering behövs är de flesta därför eniga om, men Nätnyttomodellen mötes av kritik från flera håll. Tidigare reglering innebar mer eller mindre att elnätsbolagen fick betalt för alla sina omkostnader plus en viss vinst, emedan Nätnyttomodellen försökte uppskatta ett rimligt värde för tjänsten att distribuera elektricitet. Många elnätsbolag blev efter införandet av Nätnyttomodellen ålagda att betala tillbaka en viss del av tarifferna till sina abonnenter, vilket de bestred i domstol. Det hela slutade med att parterna gjorde upp i godo under 2008 där återbetalningen blev betydligt lägre än vad myndigheten från början yrkat på samt att modellen formellt övergavs. Från och med 2012 kommer en ny reglering att träda ikraft i samband med att Sverige går över till en förhandsreglering (vilket inte har med avskaffandet av Nätnytomodellen att göra då denna teoretiskt kan tillämpas på såväl ex-post som ex-ante regleringar utan på ett EU-direktiv).
Nätnyttomodellen fungerade på följande sätt: Varje år skickar varje ägare av eldistributionsnät in data till Energimarknadsinspektionen, till exempel abonnentdata (läge, förbrukning, nättariff etc.) och tillförlitlighetsdata (SAIDI och SAIFI). Utifrån all mängd data beräknar Nätnyttomodellen ett fiktivt referensnät, med samma abonnenter men med annan struktur jämfört med verkligheten. En kostnad för att driva referensnätet beräknas (till exempel kapitalkostnader, administrativa kostnader, kostnader till övriga aktörer och kostnad för förluster) och i de fall det varit "många" kundavbrott görs ett avdrag. Detta ger den så kallade nätnyttan som sedan jämförs med verklig tariff, vilket ger en kvot (debiteringsgrad). Denna kvot tillsammans med andra utdata från modellen är sedan en hjälpmedel för myndigheten i sitt arbete.
För mer information:
Energimarknadsinspektionen
Rapport skriven av Nätnyttomodellens upphovsman